# اچ‌ام‌اس هانیبال (۱۷۷۹)
اچ‌ام‌اس هانیبال (۱۷۷۹) (به انگلیسی: HMS Hannibal (1779)) یک کشتی است که طول آن ۱۴۶ فوت (۴۵ متر) می‌باشد. این کشتی در سال ۱۷۷۹ ساخته شد.